# 安藤伸樹
安藤 伸樹（あんどう のぶき、1954年〈昭和29年〉4月30日 - ）は、日本の実業家。東和薬品社外取締役。全国健康保険協会理事長、流通経済大学校友会会長（第4代）、日本通運健康保険組合理事長、日本通運常務執行役員を歴任。

## 人物
群馬県立前橋高等学校卒業。
1974年、10期生として流通経済大学経済学部に入学。在学中は国際物流に関心を持ち、中島勇次教授（交通論）のゼミナールに所属する。
1978年日本通運株式会社に入社し、国際航空貨物輸送部門（代々木航空支店）に所属。後に、ボストン、サンフランシスコ、シアトル、ロサンゼルスと、米国日本通運の海外拠点での勤務を経験する。
在職中の想い出として、サンフランシスコでのアメリカンチェリーの日本への輸出業務、シアトルでの日本人メジャーリーガーへの海外引越業務をあげている。
日本に帰国後は、日本通運本社で営業企画部長,営業部門担当の役員として、営業に関する企画,新規事業開発,他社との連携などの業務に携わる。
役員退任後の2015年、日本通運健康保険組合の理事長に就任。同時に、健康保険組合の全国組織、健康保険組合連合会の東京都支部副会長となる。
2017年4月、母校である流通経済大学の卒業生団体、流通経済大学校友会の第4代会長に就任。
2017年10月、全国健康保険協会（協会けんぽ）理事長に就任。
2023年9月、同協会理事長を退任。

## 経歴
- 1974年：流通経済大学経済学部 入学（10期生）
- 1978年：流通経済大学経済学部 卒業
- 1978年：日本通運株式会社入社,国際航空貨物輸送部門（代々木航空支店）勤務
- 1987年：米国日本通運サンフランシスコ支店 営業課長
- 2002年：同社 シアトル支店長
- 2004年：同社 ロサンゼルス航空貨物支店 支店長
- 2008年：日本通運株式会社 営業企画部長、お客様相談センター所長
- 2011年：同社 執行役員（営業企画部、営業第三部担当）
- 2014年：同社 常務執行役員（グローバル・ロジスティクスソリューション部担当）[7]
- 2015年 :日本通運健康保険組合 理事長(2017年9月まで)
- 2017年 :流通経済大学校友会 第4代会長(2023年3月まで)
- 2017年 :全国健康保険協会 理事長(2023年9月まで)
- 2022年 :株式会社シグマクシス 顧問[8]
- 2024年 :東和薬品株式会社 社外取締役(監査等委員)[9][10]

## 公的な職務(過去のものを含む)
- 学校法人流通経済大学 理事[11]
- 社会保障審議会 保険医療部会 委員(厚生労働省)[12]
- 中央社会保険医療協議会 費用対効果評価専門部会 委員(厚生労働省)[13]
- 中央社会保険医療協議会 薬価専門部会 委員(厚生労働省)[14]
- 森林サービス産業検討委員会 委員(林野庁)[15]
- 流通経済大学校友会 会長
- 健康保険組合連合会常務理事
- 健康保険組合連合会 東京連合会 副会長

## 講演
- 「レジリエントな対応力を強化するグローバル戦略〜世界のCEO意識調査報告と海外市場で日本企業が対応すべき経営課題を探る〜（日経産業新聞社、2013年）」
- 日本通運寄付講座「グローバル化がもたらすロジスティクス・トレンドの変化（流通経済大学、2011年）」